# Naamloze vennootschap
Naamloze vennootschap (букв. з нід.  «Безіменне партнерство»)— це організаційно-правова структури підприємства («публічна компанія») у Нідерландах, Бельгії, Індонезії та Суринамі. Компанія належить акціонерам, і акції компанії не реєструються, тож можуть бути продані на публічному фондовому ринку.
Словосполучення Naamloze Vennootschap вказує на те, що акціонери (партнери) компанії часто невідомі. Акції підприємства може бути як іменними, і на пред'явника, що забезпечує можливість вільного обороту на фондових ринках.
Naamloze Vennootschap зустрічаються в Нідерландах, Бельгії, Арубі, Суринамі та Нідерландських Антильських островах.